# Józef Botwin
Józef Botwin (ur. 24 stycznia 1946 w Warszawie lub we Lwowie) – polski strzelec, mistrz świata.
Był zawodnikiem Gwardii Warszawa, jego trenerem był Sylwester Krodowski.

## Kariera sportowa
Jedyny medal mistrzostw świata Botwin wywalczył na turnieju w 1974 roku w zawodach drużynowych. Wraz z Eugeniuszem Pędziszem, Andrzejem Sieledcowem i Henrykiem Górskim zdobył złoty medal w karabinie dowolnym klęcząc z 300 metrów (jego wynik – 385 punktów, był najlepszym rezultatem polskiej drużyny). Jest to jego jedyny medal osiągnięty na mistrzostwach świata lub Europy (zarówno w kategorii seniorów jak i juniorów). Indywidualnie zajął w tej samej konkurencji czwarte miejsce.
W 1967 został mistrzem Polski w konkurencji kbks-5 (karabinka małokalibrowego), w 1969 w konkurencji kbd-1 (karabinu dowolnego).